# Fahrgeräusch
Das Fahrgeräusch ist eine rechtlich festgelegte Lärmschwelle, die Fahrzeuge nicht überschreiten dürfen, um für den öffentlichen Straßenverkehr zugelassen zu werden.

## Deutschland
Näheres bestimmt in Deutschland § 49 StVZO. Im Fahrzeugschein eines homologierten Kraftfahrzeugs sind in Deutschland zwei Geräuschwerte vermerkt, nämlich das Standgeräusch und das Fahrgeräusch. Gesetzlich ist nur die Einhaltung des Fahrgeräuschs vorgeschrieben. Im Laufe der Zeit wurde der für Neufahrzeuge zulässige Höchstwert bereits mehrfach abgesenkt. Ältere Fahrzeuge müssen jedoch nur den zum Zeitpunkt ihrer Erstzulassung gültigen Grenzwert einhalten (Bestandsschutz).

## Entstehungsmechanismen

### Reifen-Fahrbahn-Geräusche
Wichtigster Entstehungsmechanismus für Geräusche durch Straßenverkehr ist das Reifen-Fahrbahn-Geräusch. Durch die Rauheit der Fahrbahn und das Reifenprofil werden die Profilstollen und die Karkasse in Schwingungen versetzt und strahlen Luftschall ab. Außerdem wird Luft im Reifenlatsch im Einlauf verdrängt und im Auslauf wieder angesaugt. Hierdurch entstehen aerodynamische Geräusche (sog. Airpumping). Reifen-Fahrbahn-Geräusche sind über einen weiten Geschwindigkeitsbereich (ab etwa 30–50 km/h, je nach Gangwahl) dominant. Besonders stark treten sie auf Natursteinpflaster mit rauer Oberfläche und breiten Fugen sowie bei LKW in Erscheinung. Bei PKWs hat die Einführung von Radialreifen (Stahlgürtelreifen), die haltbarer und sicherer, aber auch deutlich lauter sind als Diagonalreifen, seit den fünfziger Jahren das Geräuschniveau drastisch erhöht. In geringem Maße trägt der Trend zu immer breiteren Breitreifen zur Erhöhung der Reifengeräusche bei.

### Antriebsgeräusche
Antriebsgeräusche entstehen durch den Betrieb von Motor, Getriebe und Antriebsstrang eines Kraftfahrzeuges sowie deren Nebenaggregate und Anbauteile. Im Verbrennungsmotor werden Geräusche durch Verbrennungsdrücke, Druckschwankungen im Ansaug- und Abgassystem und mechanische Kräfte im Ventil- und Kurbeltrieb erzeugt. Bei Elektroantrieben entstehen sie durch elektromagnetische Kräfte, in den Lagern und durch Schaltvorgänge.
Antriebsgeräusche werden als Luft- und Körperschall ins Fahrzeuginnere und nach außen weitergeleitet und dominieren – abhängig von Fahrzeugklasse und Antriebsart – bei niedrigen Geschwindigkeiten und hoher Motorleistung, wie zum Beispiel beim Anfahren.

### Aerodynamische Geräusche
Bei hohen Geschwindigkeiten entstehen an der Karosserie und an Anbauteilen lärmerzeugende Luftwirbel. Ihre Untersuchung erfolgt in aeroakustischen Windkanälen. Bei Autobahngeschwindigkeiten und „leisen“ Reifen-Fahrbahn-Kombinationen können die aerodynamischen Schallquellen deutlich dominieren.

### Sonstige Geräusche
Akustische Signale wie Hupen, Klingeln, Sirenen sind notwendig, um die Verkehrssicherheit zu gewährleisten. Sie lassen sich deshalb nicht vollständig vermeiden. Des Weiteren werden Geräusche durch Audiowiedergabesysteme oder durch das Zuschlagen von Türen und Hauben verursacht.

### Standgeräusch
Das Fahrgeräusch ist vergleichsweise kompliziert zu messen. Darum wird  zusätzlich ein Wert für das Standgeräusch angegeben. Er dient als Anhaltspunkt, um bei Verkehrskontrollen schnell und unkompliziert Aufschluss darüber zu gewinnen, ob das kontrollierte Fahrzeug den Vorgaben entspricht oder möglicherweise manipuliert wurde. Wird bei der Standgeräuschmessung eine erhebliche Abweichung vom in den Fahrzeugpapieren angegebenen Wert festgestellt, so ist der Verdacht auf Manipulation etwa des Motors oder der Auspuffanlage gegeben und die Behörden können beispielsweise eine (teure) Fahrgeräuschmessung anordnen. Bei Oldtimern vor Baujahr 1980 muss die Polizei 26 dB zum eingetragenen Wert hinzuaddieren, wenn im Brief kein Buchstabe hinter der Stand-dB-Zahl steht. Bei jüngeren Fahrzeugen mit einem P hinter der dB-Angabe im Brief werden nur 5 dB Toleranz dazugerechnet. Fahrzeuge vor Baujahr 1954 unterliegen keiner genau definierten Begrenzung; es galt mit der allgemeinen Vorschrift des § 1 StVO, dass keine „Belästigung“ entstehen durfte. Außerdem musste bei der Konstruktion der Fahrzeuge der „allgemeine Stand der Technik“ eingehalten werden.

## Messverfahren für die Fahrgeräuschmessung
Das für PKW anzuwendende Messverfahren ist heute EU-weit einheitlich geregelt. Die entsprechenden Regelungen werden im § 49 StVZO benannt. Vereinfacht gesagt muss das Fahrzeug dabei in einer bestimmten Entfernung  mit drei  Vierteln der Nenndrehzahl (aber max. 50 km/h) am Messgerät vorbeifahren und dabei voll beschleunigt werden. Je nach Getriebe wird die Messung im zweiten Gang (Viergang-Getriebe) oder im dritten Gang (Getriebe mit mehr als vier Gängen) ausgeführt. Dabei wird heute nicht mehr der reine Schalldruck (Phon) gemessen, sondern in dB (Dezibel) unter Einschaltung eines Bewertungsfilters („A“), der die Frequenzabhängigkeit der Empfindlichkeit des menschlichen Ohrs berücksichtigt. Ein Vergleich „Phon“ und „dBA“ ist deshalb nur eingeschränkt möglich.
Bei Krafträdern gelten europaweit Einheitliche Bedingungen für die Genehmigung der Krafträder hinsichtlich ihrer Geräuschentwicklung.

### Auswirkungen auf die Praxis
Das Fahrgeräusch hängt infolge des vorgeschriebenen komplizierten Messverfahrens, das einen realen Beschleunigungsvorgang nachstellen soll, nicht nur von der „tatsächlichen Lautstärke“ eines Fahrzeugs ab, sondern auch von der Leistungskurve seines Motors sowie von der Übersetzung. Dieser Umstand eröffnet bestimmte konstruktive „Hintertüren“ zur Umgehung der vom Gesetzgeber eigentlich beabsichtigten Lärmreduzierung.
Wird ein neuer, niedrigerer Grenzwert erlassen, den ein im Vorjahr noch zulassungsfähiger Fahrzeugtyp überschreitet, so könnte der Hersteller beispielsweise die Übersetzung seines Antriebs so sehr verlängern, dass der Motor bei der Messung nur noch geringere Drehzahlen erreicht, bei denen das Fahrzeug weniger Lärm freisetzt. In der Praxis werden die meisten Fahrer jedoch in einer entsprechenden Fahrsituation nicht im „lärmarmen“ hohen Gang verweilen, sondern herunterschalten, um die gewünschte Beschleunigung zu erzielen – und vergleichbar viel Lärm freisetzen wie vor der Verschärfung. Deren einzig greifbares Resultat wäre in diesem Fall womöglich ein höherer Kraftstoffverbrauch, weil das zu lang übersetzte Fahrzeug vermehrt in den unteren Gängen gefahren wird.
Bei moderneren Motorrädern dagegen wird herstellerseitig mitunter in den entsprechenden Gängen und dem Geschwindigkeitsbereich der Fahrgeräuschmessung die Motorleistung elektronisch abgeregelt.
Bei nicht wenigen Mittel- und Oberklasse-PKW und fast allen Sportwagen wird das Fahrgeräusch in dem engen Bereich, den die Fahrgeräuschmessung umfasst, durch mechanische Klappen im Auspuff verstärkt abgedämpft und so grenzwertkonform gehalten. Da diese Klappen in bestimmten Fahrzuständen automatisch (z. B. bei höheren Drehzahlen) oder manuell per Drucktaste im Innenraum geöffnet werden, ist das Fahrzeug unter Umständen tatsächlich wesentlich lauter, als es die amtliche Angabe zum Fahrgeräusch erahnen lässt.